# Jérôme Bel
Jérôme Bel (ur. 1964 r. w Montpellier) – francuski tancerz i choreograf, twórca m.in. autorskich spektakli The Show Must Go On oraz Shirtologie, jeden z czołowych przedstawicieli ruchu „non-dance”.

## Życiorys
Do nauki tańca zainspirowały Bela dwie ważne dla eksperymentalnego tańca artystki i choreografki: Pina Bausch oraz Anne Teresa De Keersmaeker, których występy miał okazje oglądać. Studiował w latach 1984-1985 w Narodowym Centrum Choreografii w Angers. Do 1991 r. włącznie tańczył dla różnych choreografów z całego świata. W 1992 r. Philippe Decouflé zatrudnił go w roli asystenta przy pracy nad ceremonią otwarcia Zimowych Igrzysk Olimpijskich w Albertville.
Rozpoczął własne poszukiwania w obszarze współczesnej choreografii – „non-dance” stając się jednym z ważniejszych twórców tego rodzaju sztuki. Miał okazje występować i reżyserować spektakle m.in. z Anne Teresą De Keersmaeker oraz Pichetem Klunchunem. Współpracuje często w ramach własnych projektów z Frédéricem Seguettem.
W 2005 r. otrzymał za spektakl The Show Must Go On nagrodę Bessie Award. W 2008 r. wraz z Pichetem Klunchunem otrzymał Routes Princess Margriet Award for Cultural Diversity za Pichet Klunchun and Myself. W 2013 r. otrzymał Swiss Dance Award w kategorii taniec współczesny za Disabled Theater.

## Wybrane spektakle

### Jérôme Bel
Spektakl zatytułowany po prostu Jérôme Bel nie jest autoportretem. Choć zawiera w sobie odrobinę autorefleksji, choreografia jest przekazem bardziej uniwersalnym. Dotyczy tożsamości i totalnej nagości. Tancerze i aktorzy wykonują części spektaklu wspólnie i w solowych partiach. Całość charakteryzuje minimalizm gestów i rekwizytów. Już w tym spektaklu pojawił się charakterystyczny dla Bela element wplątania popkultury. Jeden z aktorów – Eric Affergan po wypisaniu na ścianie hasła: „Eric chante Sting” (Erik śpiewa Stinga) wykonuje całą piosenkę Englishman in New York muzyka. W pierwotnym wykonaniu występowali: Giséle Tremey, Yseult Roch, Claire Haemi, Frédéric Seguette oraz Eric Affergan.

### The Show Must Go On
Spektakl taneczny miał premierę w Paryżu w 2001 r. Dwudziestu tancerzy wychodzących na scenę ilustruje dosłownie, ale w humorystyczny sposób słowa popularnych piosenek. Minimalne niekiedy ruchy do tych standardów mają służyć stymulowaniu odkrywania możliwości ruchowych ciała. Tytuł spektaklu autor zapożyczył od utworu brytyjskiej grupy rockowej Queen. W spektaklu wykorzystuje ponadto utwory m.in. takich wykonawców jak: Leonard Bernstein, David Bowie, Nick Cave, Norman Gimbel, Charles Fox, James Horner, Walter Jennings, Mark Knopfler, John Lennon, Paul McCartney, Louiguy, Galt Mac Dermott, George Michael, Erick "More" Morillo, Quashie, Édith Piaf, The Police, Lionel Richie, Paul Simon. Utwór był wykonywany przez inne zespoły w Schauspielhaus w Hamburgu (2001-2005) oraz w Ballet de l'Opéra de Lyon w Lyonie (2007-2014).

### Shirtologie
Spektakl z 1997 r., w którym jeden aktor ubrany w wiele warstw z pozoru zwyczajnych podkoszulków wykonuje striptiz. Na podkoszulkach tych zapisane są komendy, które bohater stopniowo wykonuje, prowadząc zabawną grę zależności. Za zgodą autora spektakl był wykonywany w Centro Cultural de Belém w Lizbonie, a w 2000 r. wyprodukowano wersję japońską w Kioto i Tokio. Spektakl najczęściej wykonuje współpracownik choreografa – Frédéric Seguette.

## Jérôme Bel w Polsce
Bel w Polsce po raz pierwszy pojawił się w 2001 r. na 4. Międzynarodowym Festiwalu Tańca Współczesnego Ciało/Umysł prezentując spektakl "Jerome Bel". Przez kolejne lata powracał na festiwal C/U do Warszawy dość regularnie. Na zakończenie 10. Międzynarodowego Festiwalu Tańca Współczesnego Ciało/Umysł w Warszawie w 2012 r. wyreżyserował polską odsłonę swojego najpopularniejszego spektaklu The Show Must Go On. Całą kompozycję wykonali wyłącznie polscy aktorzy. W ramach tego samego festiwalu pokazywał też inne choreografie: w 2005 Shirtologie, oraz Le Dernier Spectacle a w 2013 r. Disabled Theater.
Dwa jego spektakle można było obejrzeć na wystawie Let's Dance w Galerii Art Stations w Poznaniu w 2015 r. Na wystawie szeroko traktującej temat łączenia tańca ze sztukami wizualnymi pokazano fragment spektaklu The Show Must Go On i całe nagranie Shirtology w wersji z 2015 r. Ten ostatni pokazywany był również na żywo w trakcie trwania wystawy w kilku odsłonach w wykonaniu Frédérica Seguette'a oraz Janusza Orlika.

## Lista projektów choreograficznych
- 1994: Nom donné par l'auteur
- 1995: Jérôme Bel
- 1997: Shirtologie
- 1998: Le Dernier Spectacle
- 2000: Xavier Le Roy
- 2001: The Show Must Go On
- 2004: The Show Must Go On 2
- 2004: Véronique Doisneau
- 2005: Pichet Klunchun and Myself, duet w wykonaniu Bela i Pichet Klunchuna
- 2005: Isabel Torres
- 2009: Lutz Forster
- 2009: Cédric Andrieux
- 2010: 3Abschied we współpracy z Anną Teresą De Keersmaeker
- 2012: Disabled Theater z aktorami Teatru HORA